# Luciano Pereira da Silva
Luciano Pereira da Silva (Piauí, 1885 – Rio de Janeiro, 16 de julho de 1975) foi um advogado brasileiro.

## Biografia
Filho de Agesilão Pereira da Silva (advogado, dono/relator do “Diário de Manaus”, fundador do Partido Nacional e 17º presidente do Amazonas de 1877-1878) (1846-1913) e de Adelaide Cândida Jansen Machado da Silva. Casou-se com Noemia Seve Wanderley (Pernambuco) dela tendo cinco filhos: Izabel, Adelaide, Edir, Olga e Agezilao Septimo.
Bacharelou-se em ciências jurídicas e sociais pela Faculdade de Direito do Recife, elegeu-se posteriormente deputado estadual no Amazonas e deputado federal pelo mesmo estado para a legislatura de 1912 a 1914. Consultor jurídico do Ministério da Agricultura, foi presidente e relator das comissões que elaboraram os anteprojetos dos códigos Florestal, Rural e de Minas, respectivamente em 1923, 1942 e 1944.
Durante o governo do general Eurico Gaspar Dutra (1946-1951), exerceu as funções de consultor-geral da República, cargo que assumiu em junho de 1950, em substituição a Haroldo Valladão. Em março de 1951, no início do segundo governo de Getúlio Vargas (1951-1954), foi substituído por Carlos Medeiros.
Encontra-se colaboração da sua autoria na revista Lusitânia  (1924-1927).

## Publicações selecionadas
- A necessidade de um equilíbrio americano, ante a política de expansão dos Estados Unidos (1905)
- Projeto do código civil brasileiro (1913)
- Conceito legal do crime (1913)
- A assembléia-geral constituinte e legislativa de 1823 (1914)
- Anteprojeto do código rural (1942)
- Questões jurídicas em processos administrativos (1944)
- Projeto revisto do código de Minas (1944)
- Pareceres emitidos como consultor-geral da república (1950-1951)
- Cambiantes (1960)